# 擬鮨平鮋
擬鮨平鮋，為輻鰭魚綱鮋形目鮋亞目平鮋科的其中一種，為亞熱帶魚類，分布於東太平洋美國加州北部至墨西哥下加利福尼亞海域，棲息深度0-146公尺，體長可達61公分，棲息在海草生長的岩礁區底層水域，卵胎生，生活習性不明。